# Moka Railway
La Moka Railway Co.,Ltd. (真岡鐵道株式会社, Mōka Tetsudō Kabushiki-gaisha) est une compagnie de transport de passagers qui exploite une ligne de chemin de fer dans les préfectures d'Ibaraki et Tochigi au Japon. Son siège social se trouve dans la ville de Mooka.

## Histoire
La compagnie a été fondée le 20 octobre 1987. Elle commence l'exploitation de la ligne Mōka le 11 avril 1988 à la suite de la JNR.

## Ligne
La compagnie possède une ligne.
| Ligne      | Nom japonais | Terminus           | Longueur (km) | Gares |
| ---------- | ------------ | ------------------ | ------------- | ----- |
| Ligne Mōka | 真岡線       | Shimodate - Motegi | 41,9          | 17    |

## Matériel roulant

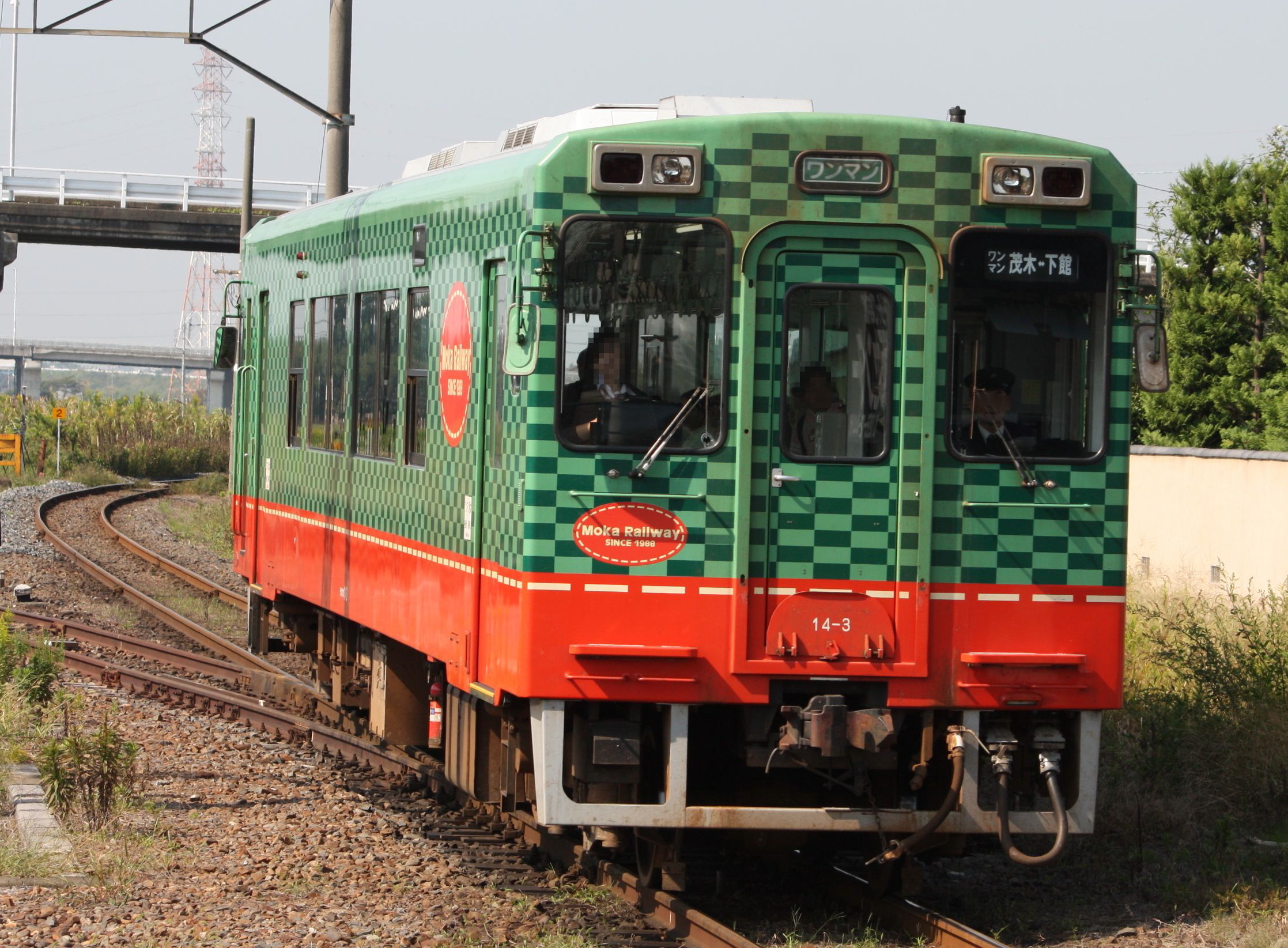
Autorail série 14
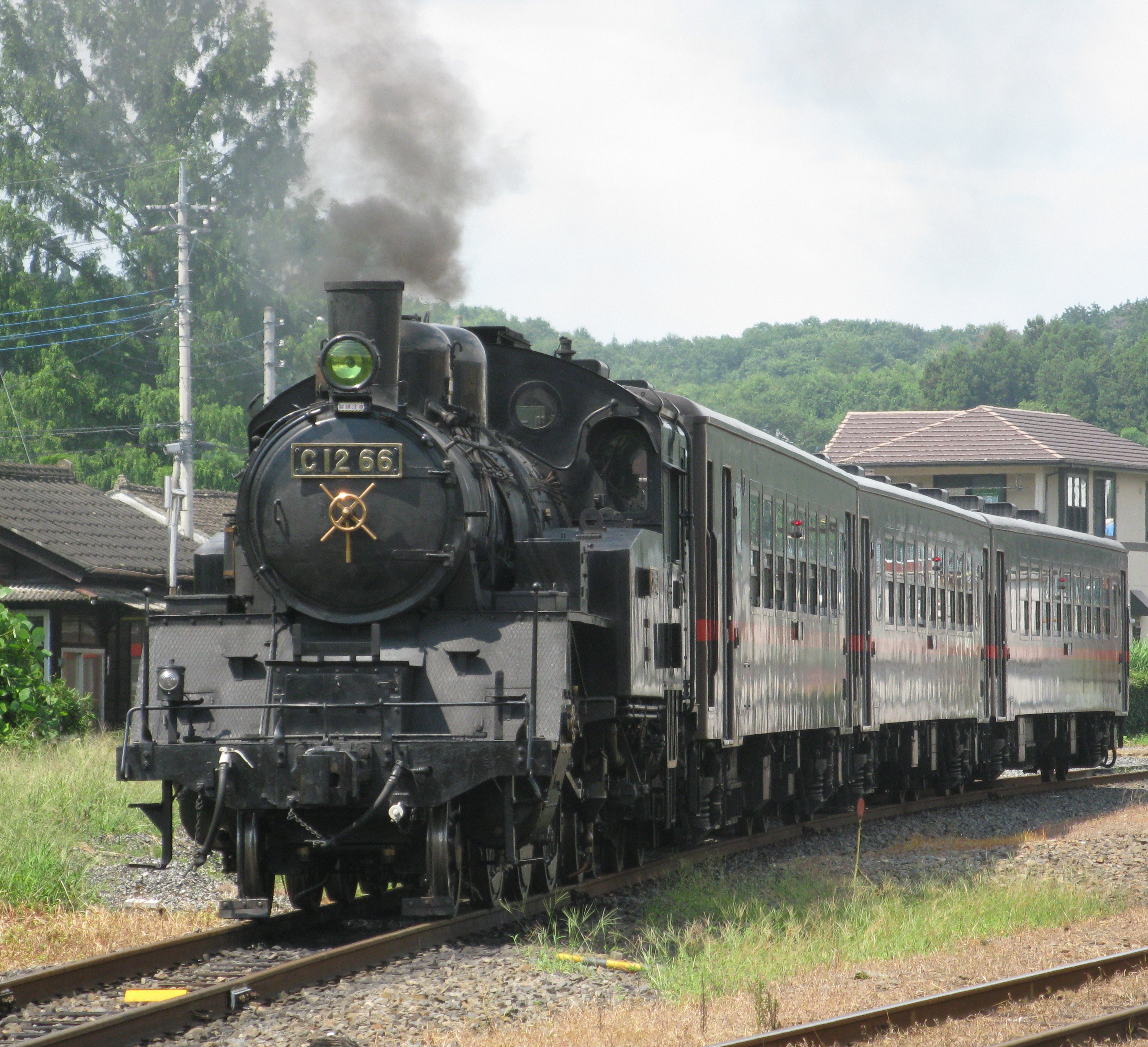
Locomotive à vapeur C12 66 (SL Moka)
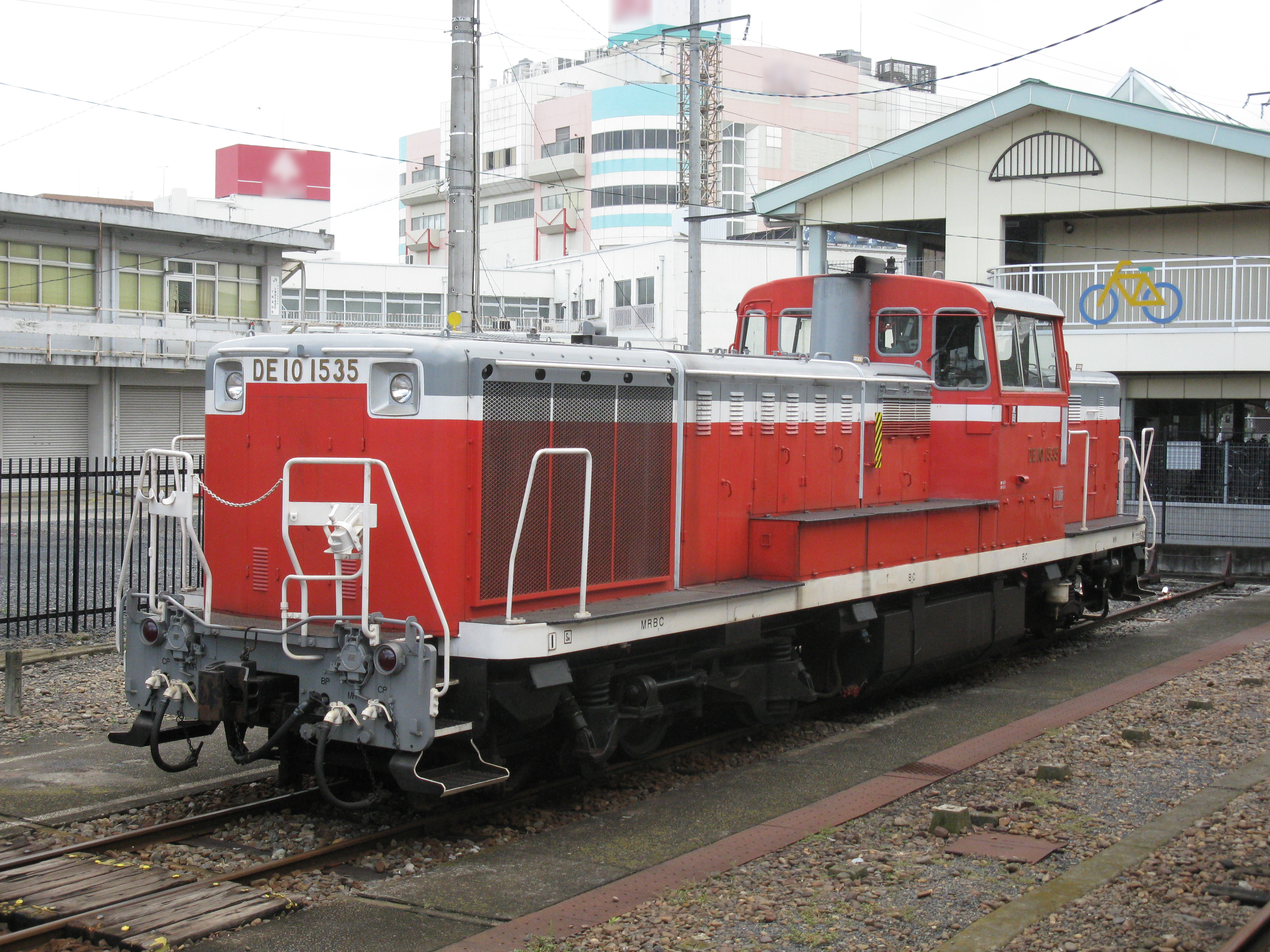
Locomotive diesel DE10